# Хоя-хоя
Хоя-хоя, или хоиа-хоиа (Hoiahoia, Ukusi-Koparamio Hoyahoya) — папуасский язык анимской семьи, распространённый в Папуа — Новой Гвинее (Западная провинция, округ Мидл-Флай, деревня Укуси-Копарамио). Язык близок к языку минанибаи. Эти два варианта, укуси-копарамио-хоя-хоя и матакаиа-хоя-хоя, которые довольно сильно отличаются, хотя значительно ближе друг к другу, чем к другим языкам внутреннего залива. Есть язык с похожим названием хоя-хоя, на котором говорят тоже в округе Мидл-Флай, но в деревне Матакаиа (Matakaia Hoyahoya).